# Valon Behrami
Valon Behrami (n. 19 aprilie 1985, Kosovska Mitrovica, RS Serbia, RSF Iugoslavia) este un fotbalist elvețian care evoluează la clubul Udinese Calcio în Serie A.

## Goluri internaționale
| # | Data        | Stadion                           | Oponent  | Scor | Rezultat | Competiția                                             |
| - | ----------- | --------------------------------- | -------- | ---- | -------- | ------------------------------------------------------ |
| 1 | 12 Nov 2005 | Stade de Suisse, Berna, Elveția   | Turcia   | 2–0  | Win      | Calificările pentru Campionatul Mondial de Fotbal 2006 |
| 2 | 24 May 2008 | Stadio Cornaredo, Lugano, Elveția | Slovacia | 2–0  | Win      | Meci amical                                            |